# 三條信用組合
三條信用組合（さんじょうしんようくみあい）は、新潟県三条市に本店を置いていた信用組合。

## 営業区域
2022年（令和4年）3月末現在。
- 三条市
- 見附市
- 燕市
- 加茂市
- 長岡市（旧栃尾市・旧南蒲原郡中之島町）

## 沿革
- 1952年（昭和27年）8月：三條信用協同組合として設立[2]。
- 1957年（昭和32年）9月：三條信用組合に改称[2]。
- 2022年（令和4年）
  - 4月21日：はばたき信用組合（新潟市）と合併する事で合意[3]。
  - 6月7日：はばたき信用組合と合併契約[4]。
- 2023年（令和5年）
  - 4月14日：はばたき信用組合との合併協議に新潟鉄道信用組合（新潟市、新潟地区JR東日本・JR貨物、関連会社の職域信組）が合流、3組合の対等合併で基本合意[2]。
  - 11月20日：はばたき信用組合・新潟鉄道信用組合と対等合併、手続き上はばたき信用組合を存続組合として、三條信用組合を解散[2]。